# Tadashi Irie
Tadashi Irie (入江 禎, Irie Tadashi; Uwajima, 9 december 1944) is een Japans crimineel. Irie staat aan het hoofd (kumicho) van de tweede generatie Takumi-gumi, een Yakuza-bende. Hij is tevens so-honbucho (algemeen manager) van de Yamaguchi-gumi, het grootste Japanse misdaadsyndicaat. Hij wordt beschouwd als de nummer drie van de zesde generatie Yamaguchi-gumi. Irie heeft een gevangenisstraf uitgezeten en is in januari 2012 vrijkomen.